# Katta
Der Katta (Lemur catta) ist eine Primatenart aus der Gruppe der Lemuren (Lemuriformes). Er bewohnt trockene Regionen im südwestlichen Madagaskar. Mit 2,2 bis 3,5 Kilogramm zählt er zu den mittelgroßen Lemuren und ist dank seines quergestreiften Schwanzes unverwechselbar. Obwohl er zu den bekanntesten Vertretern dieser Primatengruppe zählt, zeigt er einige für diese Gruppe untypische Verhaltensweisen. So ist er hauptsächlich tagaktiv und verbringt viel Zeit am Boden. Er lebt in Gruppen von durchschnittlich 13 bis 15 Tieren, die von einem dominanten Weibchen angeführt werden. Der Katta ist ein Allesfresser, der sich jedoch vorwiegend von Früchten und Blättern ernährt. Auf seiner Heimatinsel stellen die Lebensraumzerstörung und die Bejagung die Hauptbedrohungen für diese Tierart dar.

## Merkmale eines Kattas

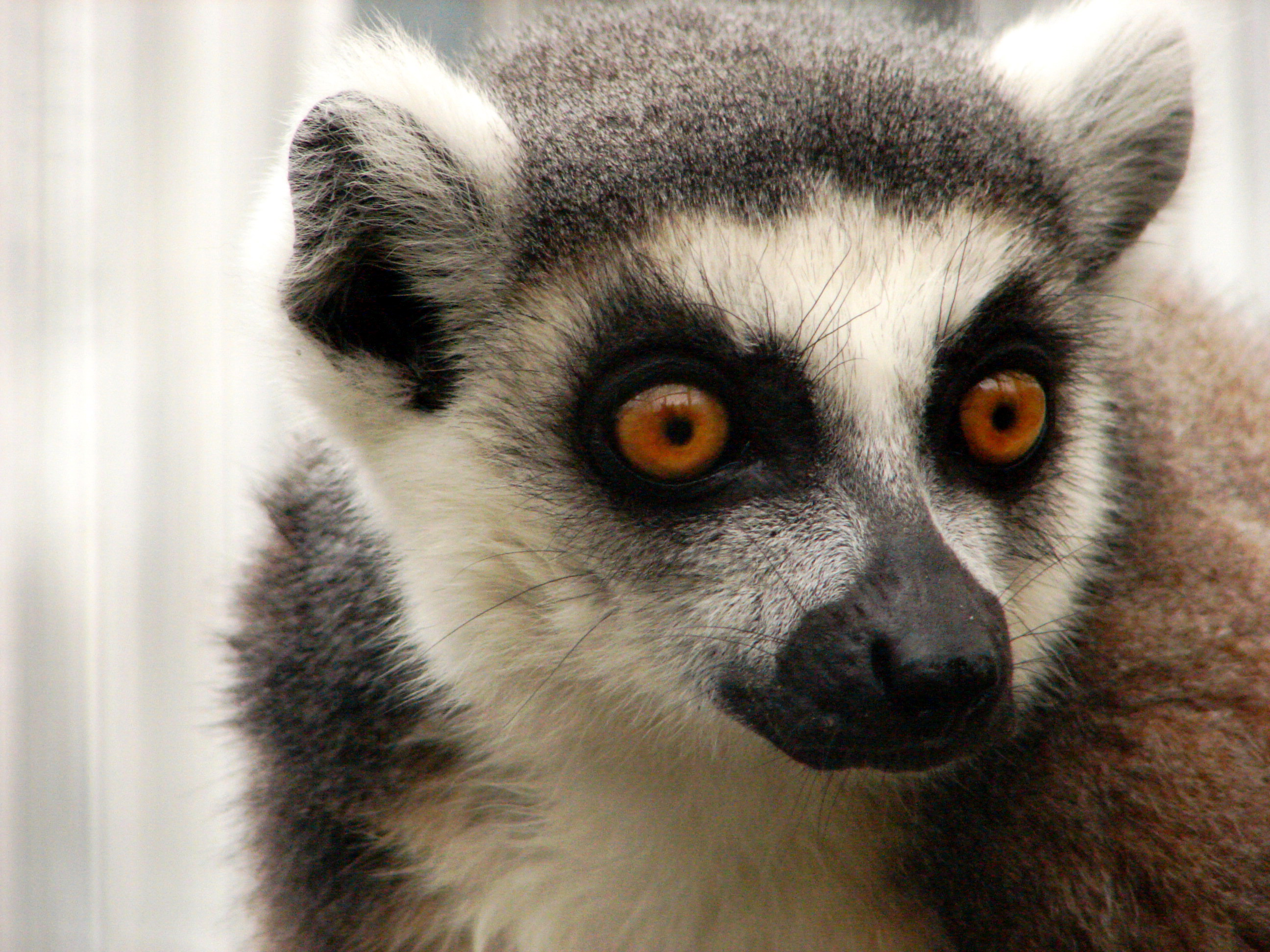
Kopf eines Kattas

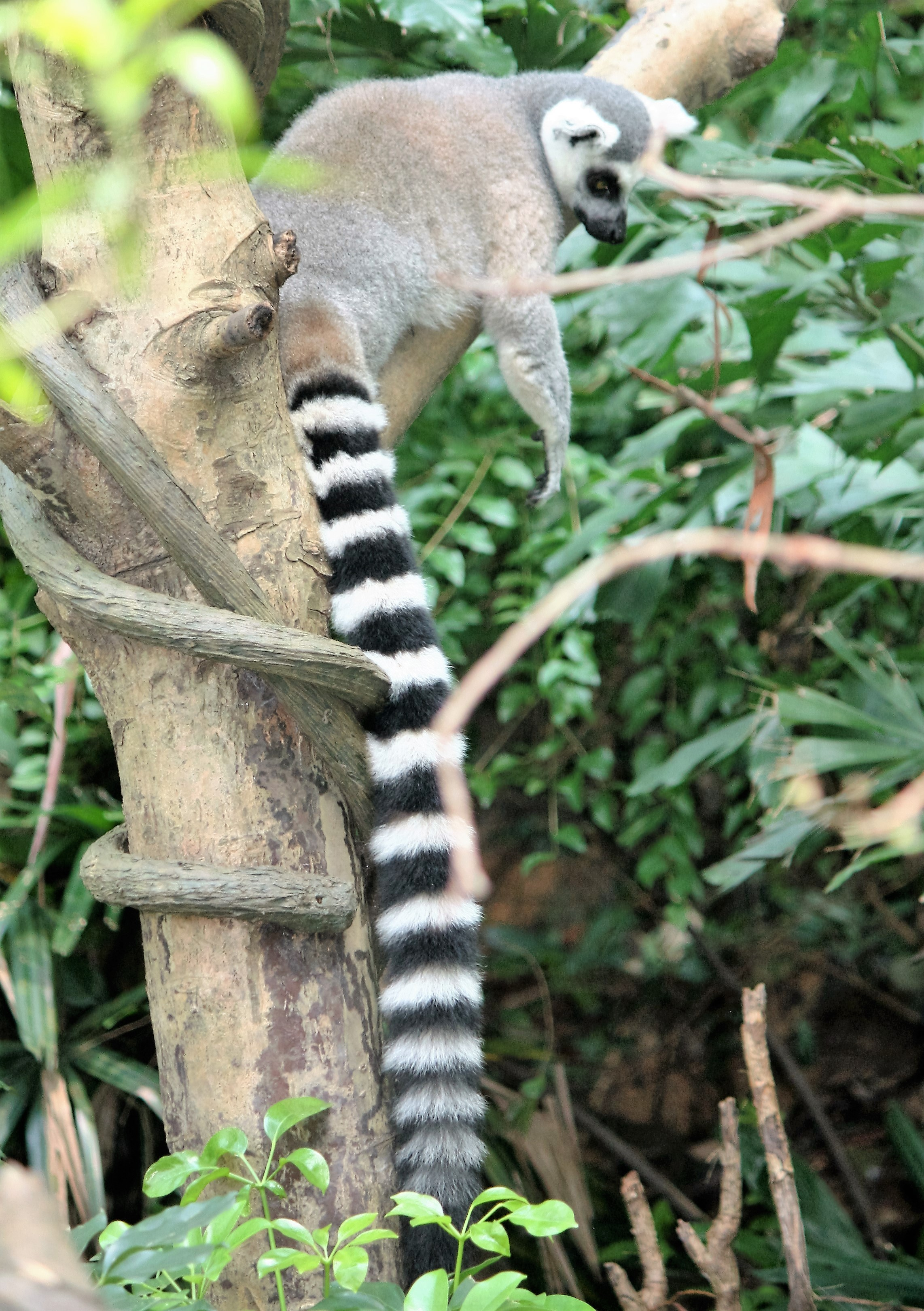
Der Schwanz ist deutlich länger als der Rumpf des Tieres

Kattas erreichen eine Kopfrumpflänge von 39 bis 46 Zentimetern, der Schwanz ist mit 56 bis 62 Zentimetern deutlich länger als der Rumpf. Das Gewicht variiert zwischen 2,2 und 3,5 Kilogramm. Ein Geschlechtsdimorphismus ist wenig ausgeprägt, die Geschlechter sind gleich gefärbt und annähernd gleich groß. Der Rücken und die Flanken sind graubraun, der Bauch ist weißlich und die Gliedmaßen sind hellgrau. Der lange Schwanz ist mit jeweils 13 bis 15 weißen und schwarzen Streifen geringelt; er spielt eine wichtige Rolle bei der Kommunikation. Die Hand- und Fußballen sind länglich und lederartig und somit an das Klettern in felsigem Terrain angepasst. Die erste Zehe ist im Gegensatz zu nahe verwandten, stärker baumbewohnenden Arten deutlich verkleinert. Die Finger und Zehen enden in Nägeln, lediglich die zweite Zehe trägt, wie bei allen Feuchtnasenaffen, eine Putzkralle.
Der Nacken und die Oberseite des Kopfes sind dunkelgrau gefärbt und kontrastieren somit stark zum Gesicht und zur Kehle, die weiß sind. Die Augen sind hellbraun oder orange und weisen, wie bei allen Feuchtnasenaffen, ein Tapetum lucidum (eine lichtreflektierende Schicht) auf. Sie sind von dunkelbraunen oder schwarzen, annähernd dreieckigen Feldern umgeben, deren Spitzen die dunkle Schädelkappe berührt. Die Schnauze ist langgestreckt und dunkel gefärbt, die Ohren sind weiß, aufgerichtet und zugespitzt.
Die Zahnformel lautet I2-C1-P3-M3, insgesamt haben Kattas also 36 Zähne. Die oberen Schneidezähne sind klein und stiftförmig, die oberen Eckzähne sind leicht verlängert und durch einen Spalt von den dahinter liegenden Backenzähnen getrennt. Die unteren Schneide- und Eckzähne bilden, wie bei den meisten Feuchtnasenaffen, einen nach vorne ragenden Zahnkamm. Die Molaren weisen jeweils drei Höcker auf.
Beide Geschlechter haben Duftdrüsen an den Handgelenken. Bei den Männchen ist diese Region unbehaart, misst bis zu zwei Zentimeter im Durchmesser und ist mit einem hornigen Stachel versehen, während sie bei den Weibchen deutlich kleiner und behaart ist. Die Männchen haben eine weitere Drüse an der Brust, direkt über dem Schlüsselbein nahe der Schulter; bei den Weibchen ist diese Drüse sehr klein oder fehlt. Bei beiden Geschlechtern sind hingegen Perianaldrüsen vorhanden. Die Weibchen haben ein Paar an der Brust gelegene Zitzen. Der Penis der Männchen weist einen Penisknochen auf, auch die Klitoris der Weibchen wird von einer knöchernen Struktur, dem Os clitoridis, gestützt. Diese erreicht 43 % der Länge und 24 % der Höhe des Penisknochens, weswegen weibliche Kattas als „gemäßigt vermännlicht“ (moderately masculinized) bezeichnet werden. Die Gebärmutter ist, wie bei allen Feuchtnasenaffen, zweihörnig.

## Verbreitung und Lebensraum

Verbreitungsgebiet (rot) der Kattas auf Madagaskar

Kattas sind auf Madagaskar endemisch, wo sie die südwestlichen und südlichen Teile bewohnen. Im Westen liegt die Grenze ihres Verbreitungsgebiets etwa auf Höhe des Flusses Mangoky, im Südosten etwa bei der Stadt Tolagnaro. Im Landesinneren reicht ihr Lebensraum im Nordosten etwa bis zur Stadt Ambalavao, im Bergland von Andringitra gibt es eine isolierte Population, die bis in 2600 Meter Höhe vorkommt. Das Verbreitungsgebiet der Kattas ragt damit weiter in das gebirgige und größtenteils unbewaldete Landesinnere Madagaskars hinein als bei jeder anderen Lemurenart, ihre Verteilung ist jedoch überall bruchstückhaft. In den letzten 50 Jahren hat sich das Verbreitungsgebiet dieser Primatenart nicht stark verändert, es könnte möglicherweise noch größer sein als bisher bekannt.
Diese Primaten besiedeln von allen Lemuren die größte Vielfalt von Lebensräumen. Bevorzugt sind sie in Dorn-, trockenen Laub- und Galeriewäldern sowie in buschbestandenen Savannen zu finden, im Bergland leben sie auch in felsigem Terrain über der Baumgrenze. Sie kommen also in den klimatisch außergewöhnlichsten Regionen Madagaskars vor, sowohl in den Trockengebieten Südwest-Madagaskars, wo manchmal nur 30 bis 50 Millimeter Jahresniederschlag fällt, als auch im Gebirge, wo die Temperatur zwischen −7 und +24 °C schwankt.

## Lebensweise

### Aktivitätszeiten und Fortbewegung

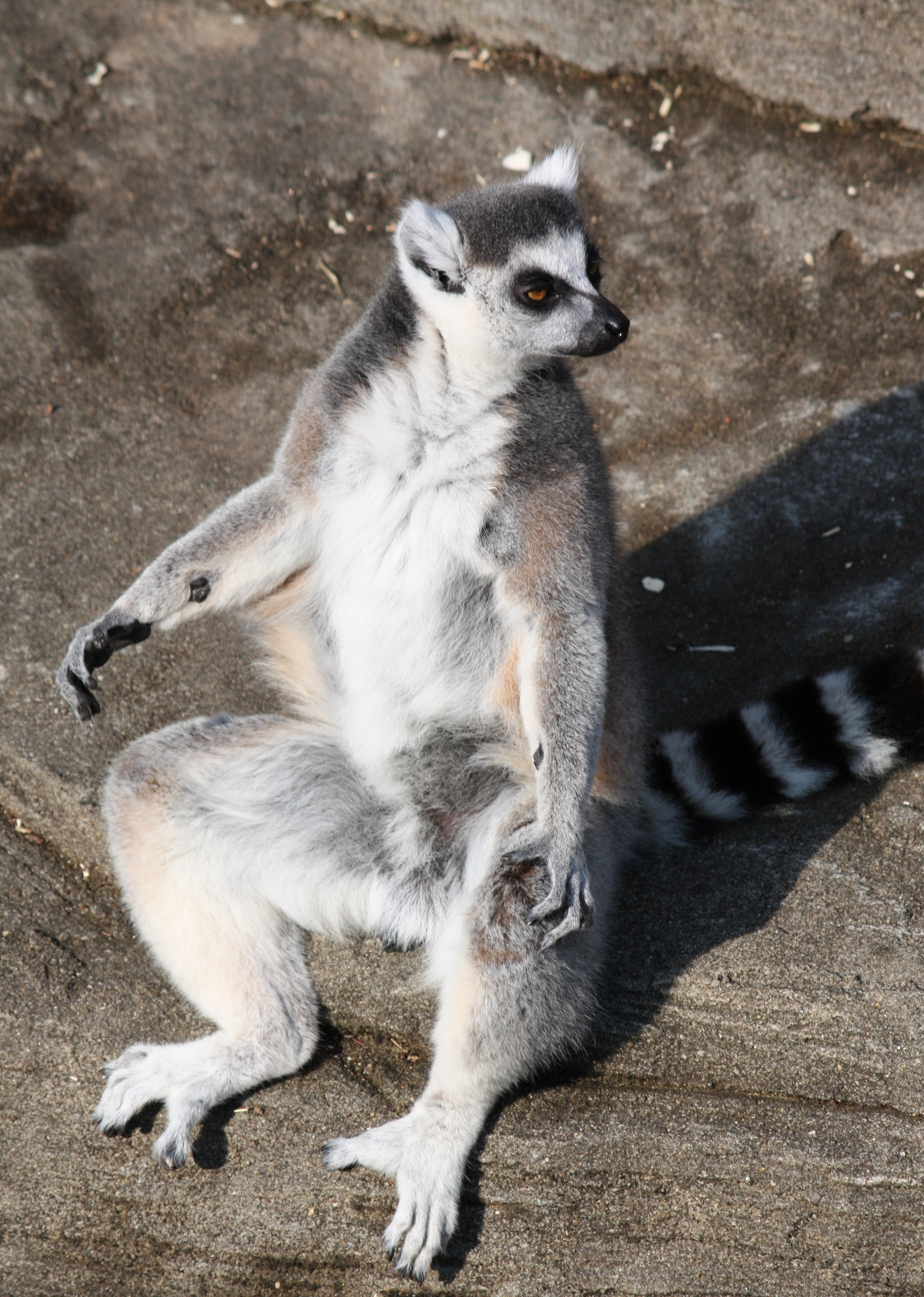
Typische Sitzhaltung eines Kattas beim Sonnenbaden

Kattas sind, im Gegensatz zu den meisten anderen Lemuren, vorwiegend tagaktiv. In der Nacht schlafen sie auf Bäumen, die Population im Gebirge auch in Höhlen. Häufig kuscheln sich die Tiere dabei aneinander. Zwischen 5:30 und 8:30 Uhr werden sie aktiv, steigen auf den Boden herab und nehmen zunächst häufig ein Sonnenbad, insbesondere bei kühlerem Wetter. Dabei nehmen sie eine typische, auffällige Sitzhaltung ein: mit aufrechtem Oberkörper, gespreizten Beinen und auf die Oberschenkel gestützten Armen setzen sie ihre Unterseite dem Sonnenlicht aus. Es folgt eine aktive Phase der Fortbewegung und der Nahrungsaufnahme. Um die Mittagszeit halten die Tiere eine Rast, die bei großer Hitze bis zu vier Stunden dauern kann. Nach einer weiteren Aktivitätsphase am Nachmittag suchen sie ungefähr zwischen 18:30 und 19:30 Uhr ihre Schlafplätze auf. Auch in der Nacht sind sie manchmal aktiv und fressen oder pflegen sich das Fell; dabei wechseln sie jedoch nicht den Schlafbaum.
Kattas verbringen von allen rezenten Lemuren mit durchschnittlich 30 % die meiste Zeit am Boden – lediglich ausgestorbene Riesenlemuren wie Archaeoindris waren vermutlich dauerhaft bodenbewohnend. Am Boden bewegen sie sich auf allen vieren fort, wobei sie den Schwanz in die Höhe halten; der oberste Teil wird nach hinten gebogen, wodurch er annähernd die Form eines 'S' annimmt. Auch in den Bäumen klettern sie mit allen vier Gliedmaßen und können Distanzen springend zurücklegen. Der lange Schwanz dient ihnen dabei zur Balance.

### Sozialverhalten und Territorialverhalten

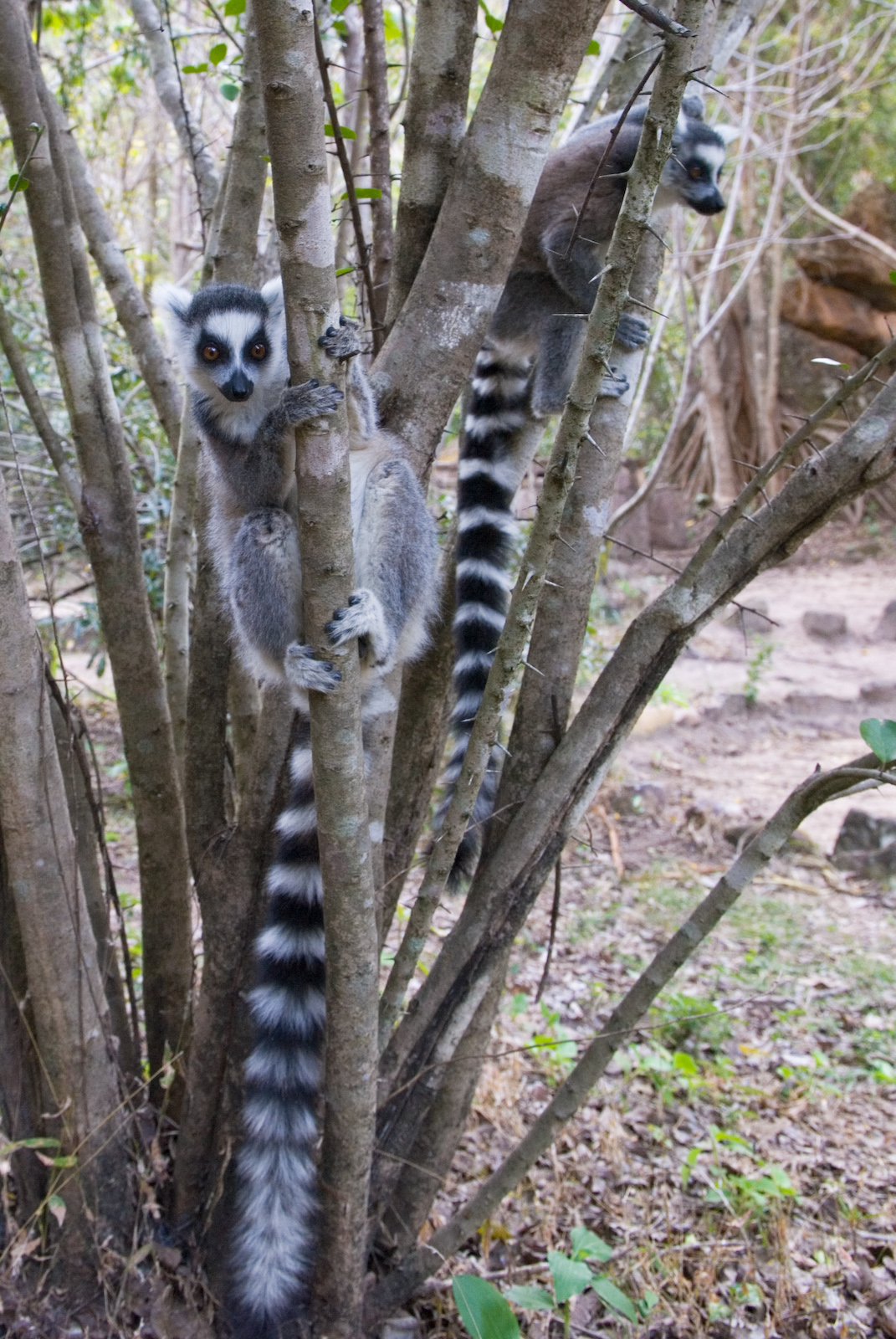
Kattas leben in Gruppen

Kattas leben in Gruppen von durchschnittlich 13 bis 15 Tieren, die Gruppengröße kann jedoch von sechs bis manchmal über 30 Tiere variieren. Die Gruppen setzen sich aus ungefähr gleich vielen Männchen und Weibchen sowie den Jungtieren zusammen. Die Gruppen zeigen eine deutliche Weibchendominanz und sind matrilinear organisiert – da die weiblichen Tiere fast immer in ihrer Geburtsgruppe verbleiben, bildet eine Familie nahe verwandter Weibchen den Kern einer Gruppe. Angeführt wird sie von einem zentralen Weibchen, das die Bewegungsrichtung bestimmt und auf das sich die sozialen Interaktionen fokussieren. Auch die übrigen Weibchen etablieren eine Rangordnung. Die Ränge sind nicht erblich, und die Mütter unterstützen ihre Töchter nicht bei Kämpfen um einen besseren Platz in der Hierarchie. In größeren Gruppen können sich mehrere weibliche Familienverbände befinden; in diesem Fall interagieren die Weibchen durch räumliche Nähe oder gegenseitige Fellpflege deutlich mehr mit ihren Verwandten, während sie nicht verwandten Weibchen aggressiver begegnen.
Ausgewachsene Weibchen sind gegenüber den Männchen der Gruppe fast immer dominant; sie setzen diese Hierarchie auch mit Verfolgungsjagden, Hieben und Bissen durch. Die Männchen müssen im Gegensatz zu den Weibchen ihre Geburtsgruppe verlassen. Sie etablieren ebenfalls eine Rangordnung; wichtigste Methode dabei sind die „Stinkkämpfe“. Dabei tränken sie ihre geringelten Schwänze mit dem Sekret ihrer Armdrüsen und wedeln dann in Richtung ihrer Konkurrenten. Üblicherweise gibt es ein bis drei höher gestellte und mehrere untergeordnete Männchen. Der Rang der Männchen hängt auch vom Alter ab; die höher gestellten Männchen sind meist zwischen sechs und neun Jahre alt, also in der „Blüte ihres Lebens“. Bei den untergeordneten Männchen handelt es sich meist um jüngere oder alte Tiere oder um solche, die eben erst zur Gruppe gestoßen sind. Der Rang der Männchen wird auch bei der Marschordnung sichtbar: die hochrangigsten Weibchen, die Jungtiere und die höher gestellten Männchen befinden sich an der Spitze, während die untergeordneten Männchen hinterher gehen müssen. Beim Zugang zu Nahrungsressourcen kommt ebenfalls die Hierarchie zum Tragen: die niederrangigeren Männchen werden dabei im wahrsten Sinn des Wortes an den Rand gedrängt. Höher gestellte Männchen genießen daher die Vorteile, besseren Zugang zu Nahrungsquellen zu haben, seltener von Räubern angegriffen zu werden und mehr mit den Weibchen zu interagieren, was vor allem in der Paarungszeit von Bedeutung ist.
Junge Männchen verlassen ihre Geburtsgruppe mit drei bis fünf Jahren. Dabei schließen sie sich häufig zu zweit oder zu dritt zusammen und versuchen gemeinsam, Anschluss an eine Gruppe zu finden. Es dauert Monate, bis ein Tier zu einer Gruppe zugehörig wird; in dieser Zeit wird es häufig von Männchen und Weibchen verjagt. Junge Männchen wechseln im Schnitt alle 1,4 Jahre die Gruppe, Männchen im besten Alter durchschnittlich nur alle 3,5 Jahre. Sämtliche solche Gruppenwechsel fallen in die Monate Dezember bis Mai, die meisten davon in die Fortpflanzungszeit im April.
Wenn eine Gruppe zu groß wird, teilt sie sich auf; dies geschieht bei einer Größe von 15 bis 25 Tieren beziehungsweise 8 bis 10 Weibchen. Dabei vertreiben die Mitglieder der dominanten Weibchenfamilie die übrigen Weibchen, die danach eine eigene Gruppe aufbauen oder sich in seltenen Fällen einer anderen Gruppe anschließen. Solche neugeformten Gruppen haben zunächst wenige Mitglieder, was einen Nachteil darstellt, da sie von größeren Gruppen oft von Futterquellen vertrieben werden.
Kattas sind nicht streng territorial, haben jedoch bevorzugte Streifgebiete. Deren Größe variiert nach Lebensraum und Jahreszeit und umfasst meist zwischen 6 und 30 Hektar. In feuchteren Regionen und in der Regenzeit sind die Streifgebiete aufgrund des besseren Nahrungsangebotes kleiner, in trockenen Habitaten und während der Trockenzeit größer. Eine Gruppe legt täglich rund 1000 Meter zurück, sie verwendet den gleichen Teil ihres Streifgebietes für drei oder vier Tage, bevor sie zu einem anderen Teil überwechselt.
Die bevorzugten Streifgebiete werden mit Drüsensekreten markiert; die Weibchen verwenden dabei ihre Perianaldrüsen, die Männchen ritzen mit ihren stachligen Handgelenksdrüsen Bäumchen und Äste an und hinterlassen so ihre Duftspuren. Die Territorien mehrerer Gruppen können sich großflächig überlappen. Bei Begegnungen zweier Gruppen übernehmen die Weibchen die Verteidigung. Dabei starren sie sich zunächst intensiv an (s. u. Drohstarren), es kann aber auch zu gegenseitigem Anspringen, zu Schlägen oder Bissen kommen. Manchmal eskalieren diese Treffen und enden mit schweren Verletzungen oder dem Tod eines Tieres. Nach einer Begegnung ziehen sich beide Gruppen meist in die Mitte ihres Streifgebietes zurück.

### Kommunikation

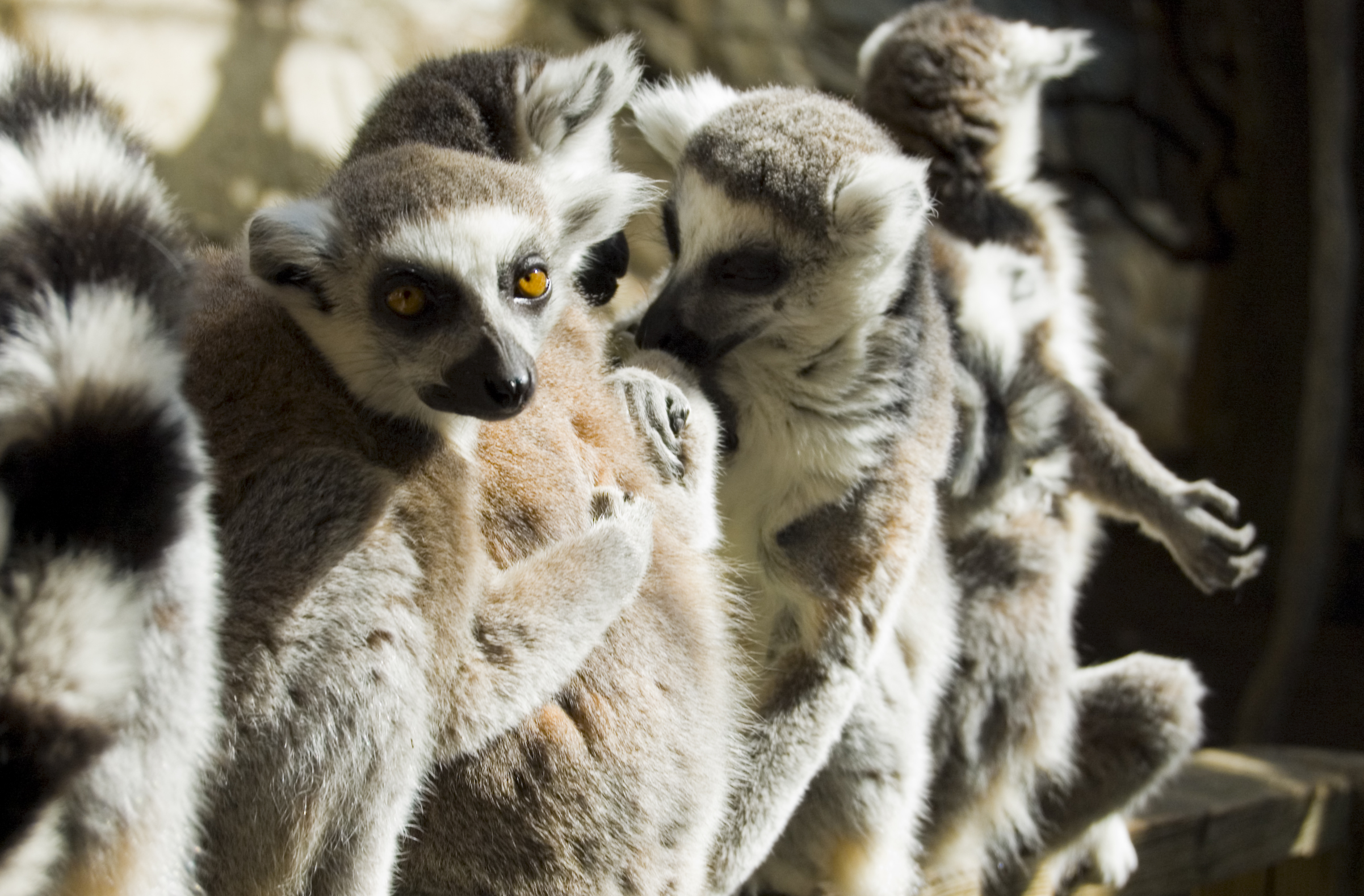
Kattas kommunizieren mit Gerüchen, Körperhaltungen und einer Vielzahl von Lauten

Wie bei allen Feuchtnasenaffen spielt die olfaktorische Kommunikation bei den Kattas eine wichtige Rolle, womit sie beispielsweise andere Gruppen auf das eigene Streifgebiet aufmerksam machen. Da sie im Gegensatz zu vielen anderen Lemuren tagaktiv sind, verständigen sie sich viel mit Körperhaltungen und Gesten. Häufig ist ein fixiertes Drohstarren auf ein anderes Tier zu sehen, was entweder dazu führt, dass das andere Tier den Blick abwendet und so seine Unterordnung eingesteht oder den Blick erwidert und so eine Auseinandersetzung hervorruft. Auch mit dem Zurückziehen der Lippen kann ein Katta seine Unterwerfung ausdrücken. Demonstratives Hüpfen auf den Hinterbeinen um ein Tier herum ist eine aggressive Geste. Wie zuvor erwähnt, dient auch der geringelte Schwanz der visuellen Kommunikation.
Gut erforscht sind die lautlichen Kommunikationsformen der Kattas. In einer Studie wurden 28 verschiedene Lautäußerungen erkannt, von denen sechs nur von Jungtieren ausgestoßen werden. Mehrere Laute dienen der Kontaktaufnahme: ein stöhnender Lautⓘ bei geringer Erregung, ein katzenähnliches Miauenⓘ bei mittlerer Erregung und ein klagender Tonⓘ bei starker Erregung oder Angst, etwa wenn ein Tier von seiner Gruppe getrennt wird. Heullauteⓘ werden nur von ausgewachsenen Männchen ausgestoßen; sie weisen andere Gruppen auf die eigene Anwesenheit hin und können in bis zu 1000 Meter Entfernung gehört werden. Schnurrende Töneⓘ drücken Wohlbefinden aus, etwa bei der gegenseitigen Fellpflege, und zwitschernde Lauteⓘ sollen die Gruppe zur Fortbewegung animieren und den Zusammenhalt stärken.
Ein untergeordnetes Tier stößt gegenüber einem höher gestellten ein Jaulenⓘ aus, ein höherrangiges Tier weist mit einem drohenden Fauchenⓘ niederrangige Tiere auf den eigenen Status hin, intensive Drohungen werden mit einem Belllautⓘ ausgedrückt und Stinkkämpfe der Männchen von einem Quietschenⓘ begleitet. Es gibt einen allgemeinen Warnlautⓘ, ein Schreienⓘ, das speziell auf Greifvögel hinweist und ein Kreischenⓘ, das bei räuberischen Säugetieren ausgestoßen wird. Vorsichtige Neugier wird mit Schnalzlautenⓘ ausgedrückt.
Jungtiere kennen mehrere Kontaktlaute, neben normalenⓘ auch Zwitscherlauteⓘ, die großes Unwohlsein ausdrücken und Rufeⓘ, die auf das unmittelbare Bedürfnis nach mütterlicher Nähe hinweisen.

### Nahrung

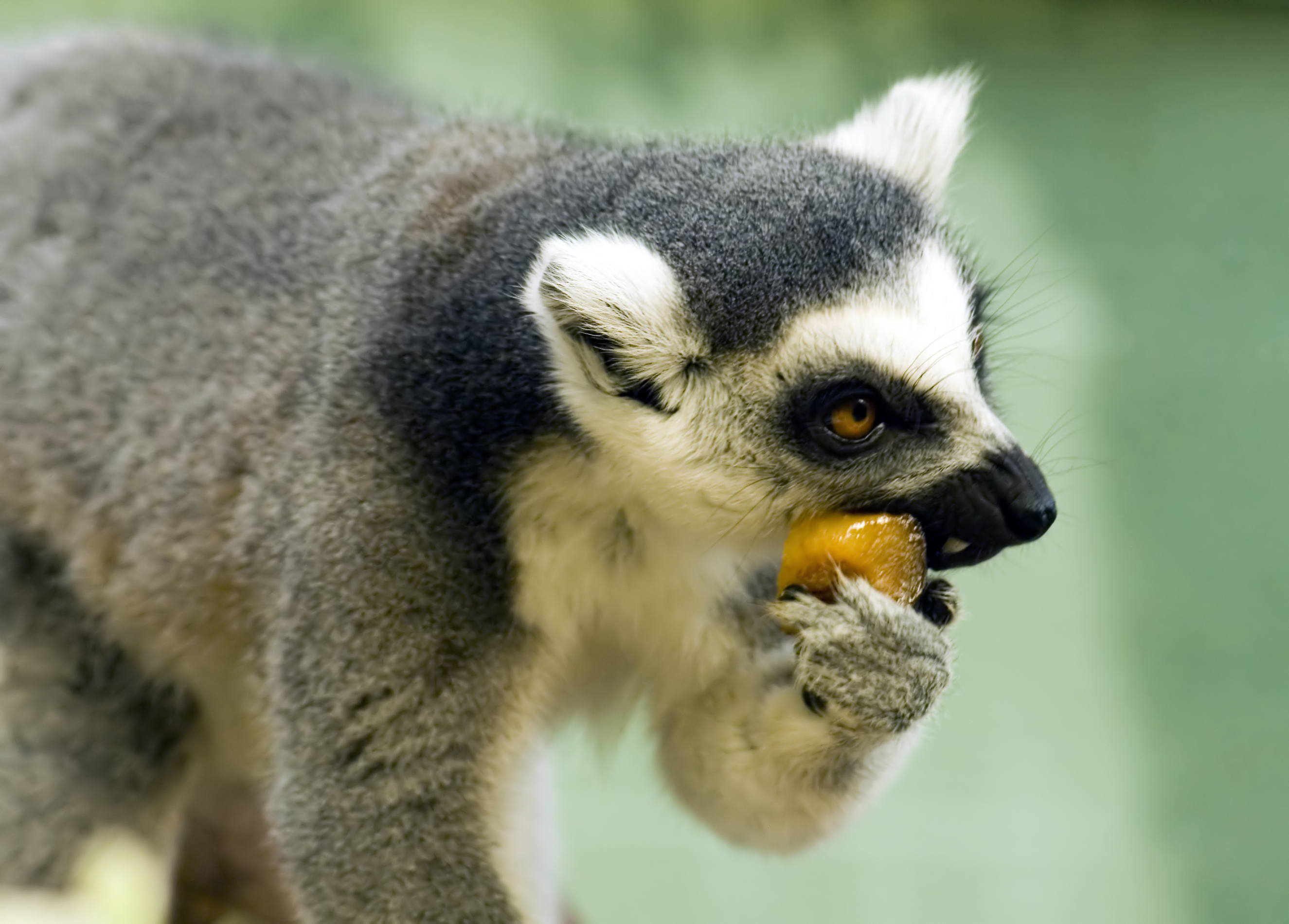
Katta beim Fressen

Kattas ernähren sich vorwiegend von Früchten, die Zusammensetzung der Nahrung variiert aber je nach Lebensraum und Jahreszeit stark. So nehmen sie auch andere Pflanzenteile wie Blätter, Blüten, Knospen und Borken zu sich, selten jagen sie Kleintiere wie Spinnen, Insekten wie Zikaden und Heuschrecken sowie kleine Wirbeltiere wie Chamäleons und Vögel.
In der Regenzeit, die ungefähr von Oktober bis April dauert, sind Früchte und andere Pflanzenteile reichlich verfügbar, das Angebot an Früchten ist von Oktober bis November und von März bis April am höchsten. In der Trockenzeit ist die Nahrungssuche schwieriger, besonders die trockensten Monate Juni und Juli stellen Herausforderungen dar, in denen die Tiere auch auf reife, trockene Blätter zurückgreifen müssen. Eine der wichtigsten Nahrungsquellen stellt der Tamarindenbaum dar, der mancherorts bis zu 50 % der Nahrung der Kattas ausmacht.
In trockenen Regionen können sie ihren Wasserbedarf mit sukkulenten Pflanzen wie Aloen oder den eingeführten Opuntien sowie mit Tau, der sich in Spalten sammelt, decken.

### Fortpflanzung und Entwicklung

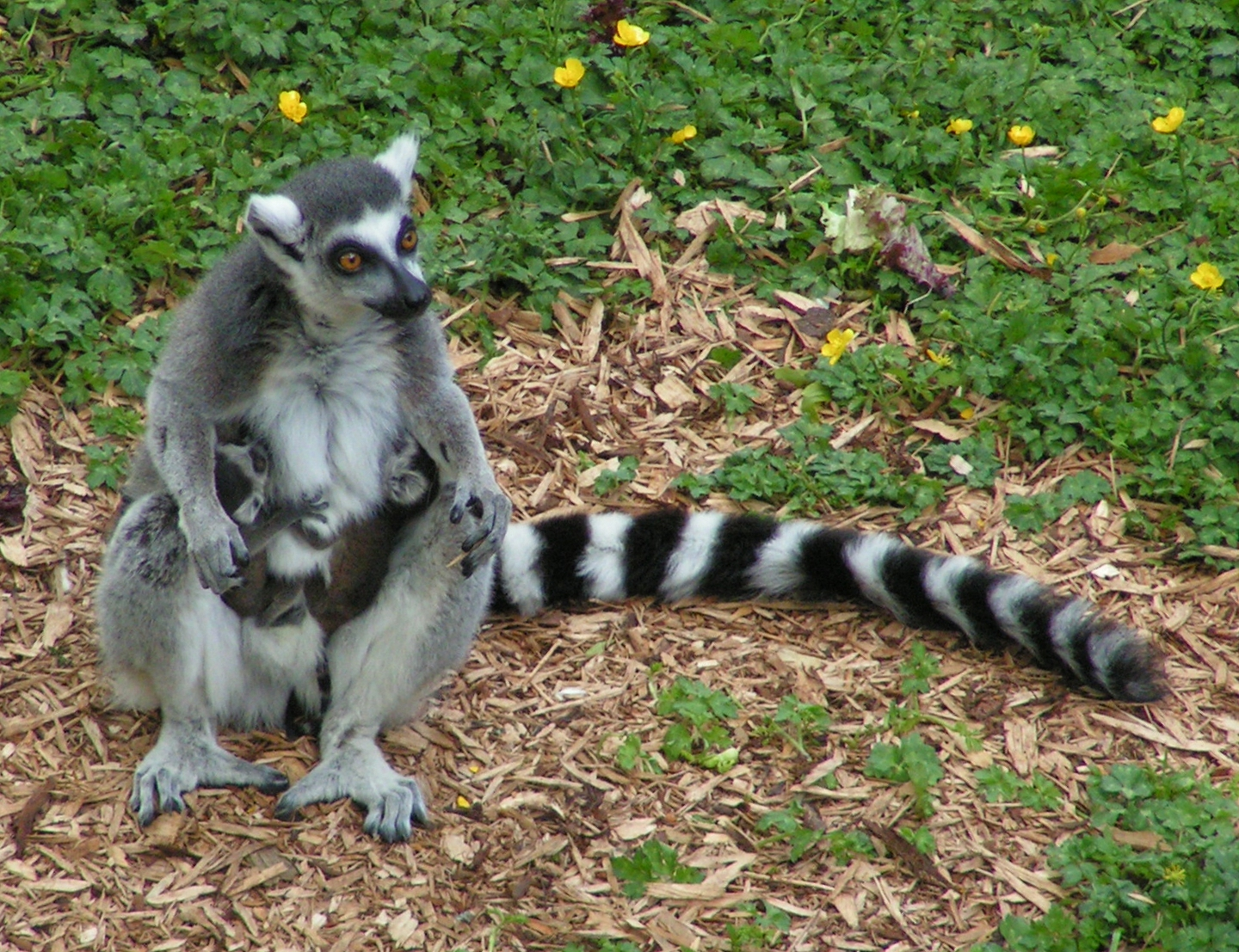
Ein Kattaweibchen säugt seine Jungtiere – in menschlicher Obhut sind Zwillinge häufiger als in freier Natur

Die Fortpflanzungszeit der Kattas liegt zwischen Mitte April und Mitte Mai. Davor werden die Kämpfe zwischen den Männchen um einen höheren Platz in der Rangordnung und damit um einen besseren Zugang zu paarungsfähigen Weibchen intensiver. Stinkkämpfe reichen oft nicht aus, es kommt häufig zu aggressiven Auseinandersetzungen. Dabei versuchen die Männchen, auf andere Männchen draufzuspringen und mit den oberen Eckzähnen Verwundungen zuzufügen. Männliche Kattas haben einen Afterhebermuskel, was außergewöhnlich ist.
In der Paarungszeit nähern sich die höherrangigen Männchen den Weibchen an; sie halten sich häufig neben ihnen auf und schlafen auch nahe beieinander. Der Sexualzyklus der Weibchen ist synchronisiert und mit 6 bis 24 Stunden Länge sehr kurz. Ist das Weibchen paarungsbereit, präsentiert es dem Männchen sein Hinterteil, hebt den Schwanz und blickt über seine Schulter nach hinten. Nach erfolgter Paarung pflanzt sich das Weibchen auch mit anderen Männchen in absteigender Hierarchie fort; manchmal sucht es sich zudem Paarungspartner von fremden Gruppen, was die Männchen der eigenen Gruppe zu verhindern versuchen.
Die Tragzeit beträgt rund 135 Tage und fällt in die Trockenzeit. Die Weibchen müssen darum in der davorliegenden Regenzeit versuchen, sich Fettreserven anzufressen. Die Geburten fallen in den September oder auf Anfang Oktober. Es überwiegen Einlingsgeburten, Zwillinge sind aber relativ häufig, in der freien Natur allerdings seltener als in menschlicher Gefangenschaft. Jungtiere wiegen bei der Geburt rund 70 Gramm. Die ersten beiden Lebenswochen verbringen sie an den Bauch der Mutter geklammert, später reiten sie auf deren Rücken. Vorwiegend die Mutter kümmert sich um die Jungen, aber auch ältere Geschwister oder andere Weibchen können es tragen und sich mit ihm beschäftigen. Mit rund sechs Wochen beginnen die Jungtiere, mit den gleichaltrigen Kindern anderer Mütter zu spielen, mit acht Wochen nehmen sie erstmals feste Nahrung zu sich. Mit rund vier Monaten lässt die Mutter das Junge nicht mehr auf sich reiten, mit fünf Monaten wird es endgültig entwöhnt.
Rund 75 bis 80 % aller ausgewachsenen Weibchen bringen einmal im Jahr Nachwuchs zur Welt, diese für Primaten relativ hohe Fruchtbarkeit stellt eine Anpassung an die klimatisch schwierigen Lebensräume der Kattas dar. Rund 50 % aller Jungtiere sterben im ersten Jahr, in sehr trockenen Jahren bis 80 %, und nur rund 30 % aller Tiere erreichen das Erwachsenenalter.
Weibchen in menschlicher Obhut können sich mit zwei Jahren fortpflanzen, Männchen und Weibchen in freier Wildbahn werden mit zweieinhalb bis vier Jahren geschlechtsreif. Aufgrund der Hierarchie in den Gruppen dauert es meist einige weitere Jahre, bevor sich Männchen erstmals tatsächlich paaren.
In freier Wildbahn werden Weibchen selten älter als 16 Jahre, das höchste bekannte Alter betrug 20 Jahre. Die Lebenserwartung der Männchen ist aufgrund der Gruppenwechsel schwieriger zu ermitteln, kann jedoch bei über 15 Jahren liegen. In menschlicher Obhut werden Kattas älter; hier sind über 30-jährige Tiere bekannt.

### Fressfeinde und Nahrungskonkurrenten

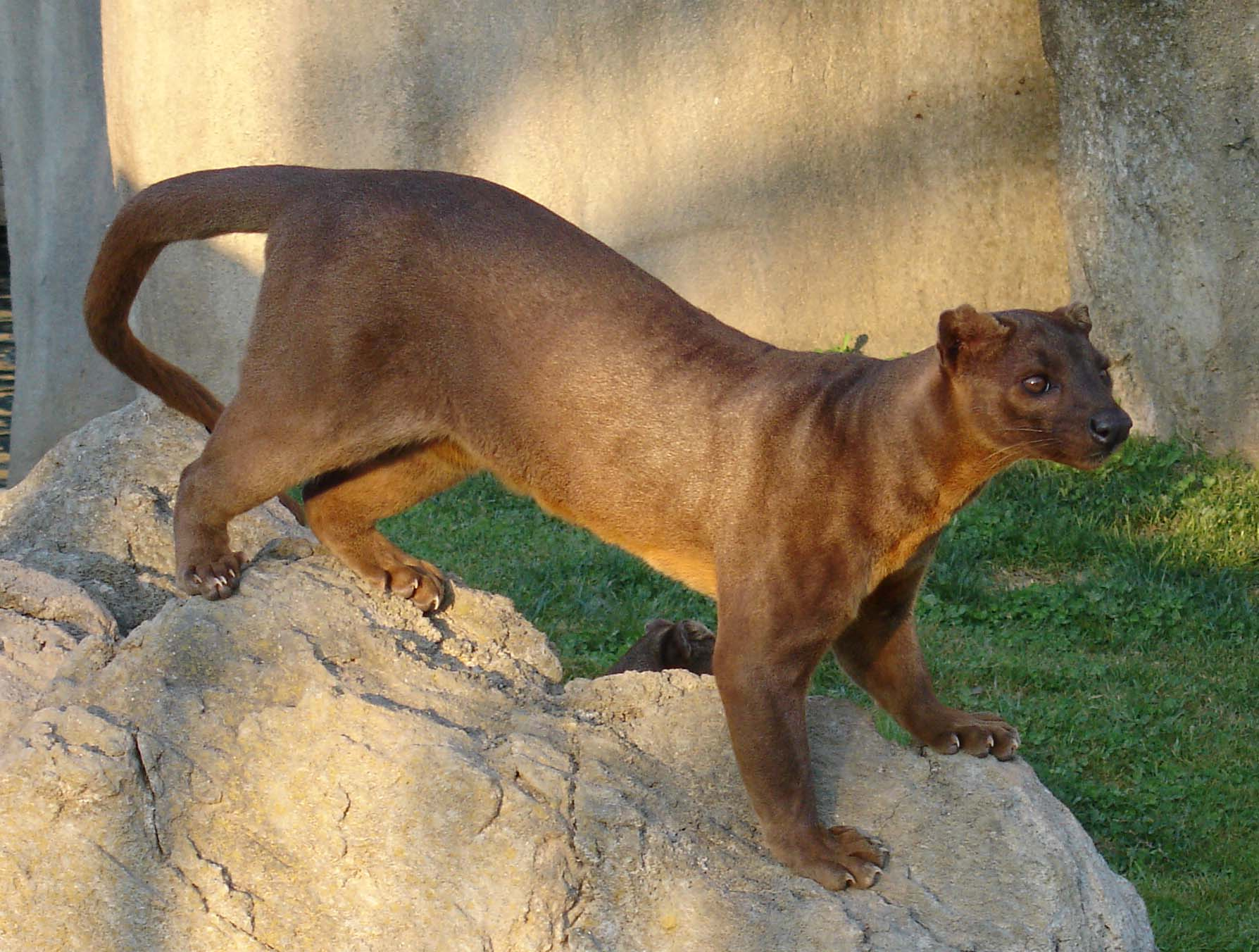
Die Fossa zählt zu den Fressfeinden der Kattas.

Zu den Fressfeinden der Kattas zählen die Fossa und seltener eingeschleppte Raubtiere wie die Kleine Indische Zibetkatze und die Hauskatze. Jungtiere fallen manchmal Greifvögeln wie der Madagaskarhöhlenweih und dem Madagaskarbussard zum Opfer. Auch Schlangen dürften zu ihren Fressfeinden zählen. Es gibt zudem eine Beobachtung, wonach ein Rotstirnmaki junge Kattas gefressen hat.
Eine Reihe von Lemurenarten lebt sympatrisch mit dem Katta in dessen Verbreitungsgebiet, darunter der Larvensifaka und der besagte Rotstirnmaki. Während der Larvensifaka in der Trockenzeit stärker auf Blätter ausweicht und so kein direkter Nahrungskonkurrent ist, überschneidet sich die Ernährung des Kattas deutlich mit der des Rotstirnmakis, so dass es in Zeiten des Nahrungsmangels zu Auseinandersetzungen kommen kann. Daneben gibt es noch andere Lemuren, über deren Nahrungskonkurrenz jedoch nichts bekannt ist; vermutlich weil diese Arten größtenteils nachtaktiv sind.

## Kattas und Menschen

### Benennung und kulturelle Bezüge
Die madagassischen Namen für dieses Tier lauten Hiva oder Maki. Der wissenschaftliche Gattungsname Lemur wurde ihnen 1758 von Carl von Linné gegeben und spielt auf die großen Augen, lauten Schreie und nachtaktive Lebensweise vieler Lemuren an, in denen er Ähnlichkeiten mit den Lemures, römischen Totengeistern, sah. Der deutsche Name leitet sich ebenso wie das Artepitheton catta von den katzenartigen Rufen dieser Tiere her. Die manchmal verwendete Bezeichnung Katzenmaki wird im Deutschen häufiger für eine andere Lemurengruppe verwendet (siehe Katzenmakis).
Der Katta ist die bekannteste Lemurenart, er ist dank seines Ringelschwanzes unverwechselbar und zu einem Symbol seiner Heimatinsel geworden. Bekannt ist seine Rolle in dem Animationsfilm Madagascar sowie in der Komödie Wilde Kreaturen.
In Deutschland wird die Art in über 50 Zoos gepflegt.

### Bedrohung

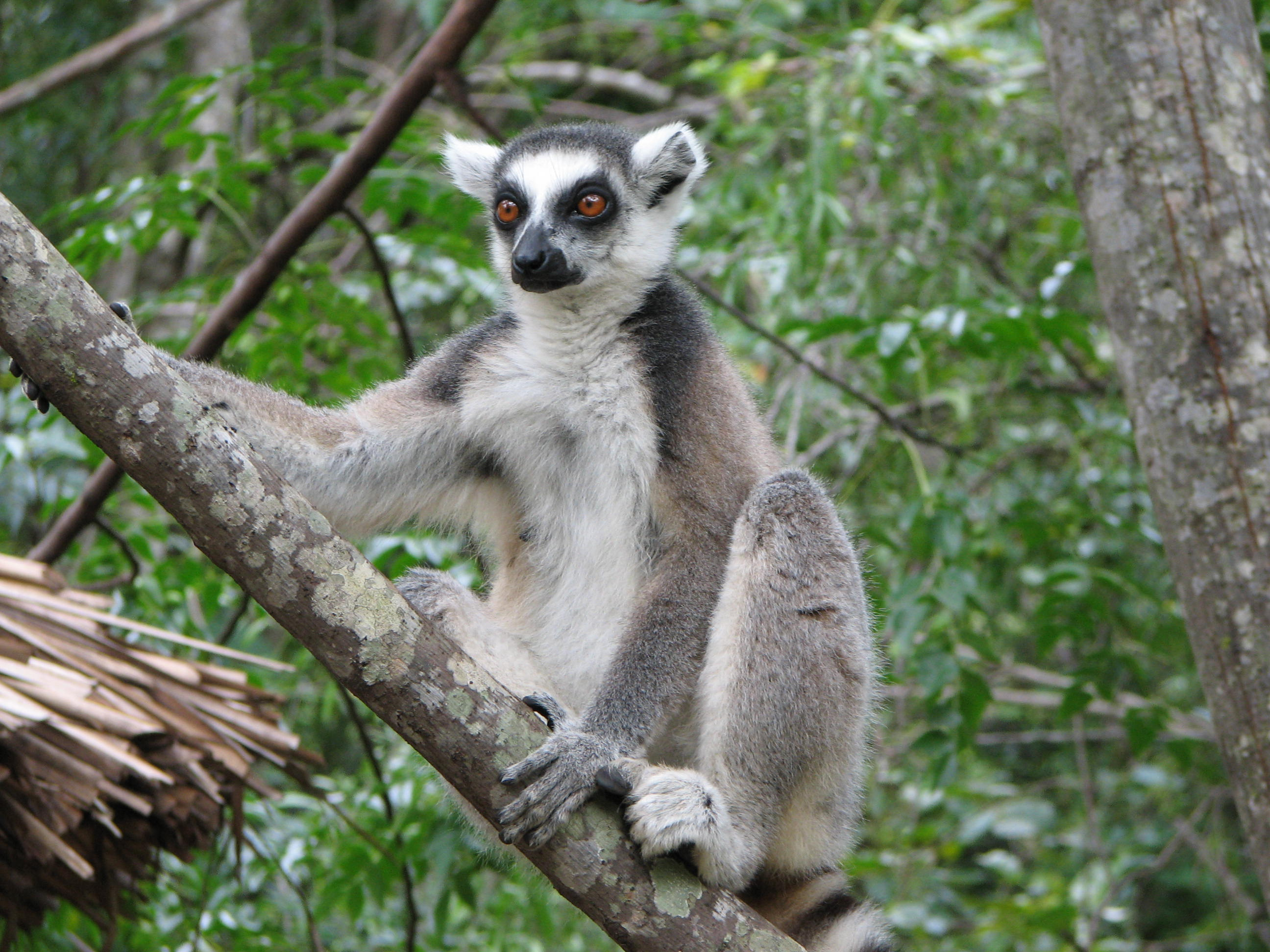
Katta im Isalo-Nationalpark auf Madagaskar

Der Verlust des Lebensraums und die Bejagung stellen die Hauptbedrohungen für den Katta dar. Die in seinem Lebensraum betriebenen Brandrodungen zur Umwandlung in Viehweiden und Baumrodungen zur Holzkohleerzeugung schränken seinen Lebensraum immer weiter ein. Hinzu kommt, dass die Tiere mancherorts gejagt werden, entweder wegen ihres Fleisches oder weil sie zu Heimtieren gemacht werden. Die IUCN schätzt, dass die Gesamtpopulation in den letzten 24 Jahren (drei Generationen) um 20 bis 25 % zurückgegangen ist, sie listet die Art als „stark gefährdet“ (endangered).
Weltweit werden über 2400 Individuen in Zoos gehalten (Stand März 2009).

## Systematik
Der Katta wird in die Familie der Gewöhnlichen Makis (Lemuridae) eingeordnet, er ist heute der einzige Vertreter der Gattung Lemur. Zwar zeigen die Kattas im Bau des Skeletts große Ähnlichkeiten mit den Großen Makis (Gattung Eulemur), die erst 1988 als von Lemur eigenständige Gattung etabliert wurde, molekulare Untersuchungen weisen allerdings darauf hin, dass die Schwestergruppe des Kattas die Gattung der Bambuslemuren (Hapalemur) ist.
Derzeit werden keine Unterarten anerkannt. Die Population des Andringitra-Berglandes unterscheidet sich von den übrigen, diese Tiere haben ein dunkleres, dichteres Fell und weniger Ringel am Schwanz, es könnte sich dabei um eine noch nicht beschriebene Unterart handeln.